# Zug United
Zug United ist ein Schweizer Unihockeyverein aus Zug. Der Verein spielt sowohl bei den Damen mit Trainer Drago Petrovic, wie auch bei den Herren mit Trainer Nicklas Hedstål, in der höchsten Schweizer Spielklasse, der Unihockey Prime League.

## Geschichte
Zug United entstammt einer Zusammenarbeit der Vereine UHC Einhorn Hünenberg, UHC Astros Rotkreuz, UHC Zugerland, UHC White Indians Baar-Inwil und UHC Zuger Highlands und deckt im Kanton Zug den Bereich des Spitzenunihockeys ab. Alle Teams – von den U14 Junioren bis zu den NLA Männer und Frauen – spielen in der höchsten Liga.
Gegründet am 15. Dezember 2004, hatten vor allem das Frauenteam Erfolg. 2003 (als Zuger Highlands), 2007 und 2014 wurden sie Cupsieger. Das Männerteam stieg 2011 zum ersten Mal in die Nationalliga A auf, musste aber bereits Ende Saison wieder den Gang in die Nationalliga B antreten. Erst 2017 gelang der erneute Wiederaufstieg. Am 16. September 2017 bestritten die Herren die erste Partie in der höchsten Spielklasse. Erster Torschütze für Zug war Verteidiger Manuel Staub auf Zuspiel von Thomas Grüter.
Nach dem zweiten Aufstieg in die Nationalliga A biss sich das Männerteam Zug United in der höchsten Spielklasse fest und etablierte sich zu einem regelmäßigen Playoff-Teilnehmer. So erreichten die Zuger Herren nach der Qualifikation 2017/18 den 7. Rang, 2018/19 den 6. Rang und 2019/2020 gar den 5. Rang. Nach dem Erreichen des Playoff-Viertelfinals 2019/20 gegen Floorball Köniz führte Zug United in der Playoff-Serie mit 2:1 (letztes Spiel 5:3-Niederlage am 7. März 2020), ehe der Spielbetrieb aufgrund der Corona-Pandemie abgebrochen wurde. Die Playoff-Serie wurde daraufhin nicht ausgespielt. Dennoch gewann die Zuger Herren am 22. Februar 2020 vor 3'200 Zuschauern (unmittelbar vor dem Corona-Lockdown) zum ersten Mal in ihrer Geschichte den Schweizer Cup.
2023 gewannen die Frauen zum vierten Mal in ihrer Geschichte den Schweizer Cup.

## Vision und Werte
Zug United steht für drei Attribute, welche der Verein in seinem Handeln prägt.
Einzigartig: Einzigartig sein und bleiben, uns jeden Tag daran erinnern und die nötigen Schritte unternehmen. Uns abheben von den anderen und dies stets von Neuem. Die Begeisterung soll für Zuschauer, Gönner und Mitglieder stets spürbar sein und soll sich auch übertragen. Nicht der Verein selber, sondern die Idee, das Emblem, die Gemeinsamkeit und der Sport stehen im Vordergrund und liefern die Basis für anhaltende Erfolge.
Jung: Stets offen sein für neue Ideen und Anregungen, sich stets verbessern und zwar schneller und besser als andere! Sich selbst und andere mit positiver Energie weiterbringen und stärker machen. Ein junges und attraktives Bild gegen außen wie gegen innen vermitteln und leben. Jung und Cool als klare Werte von Zug United vorleben, dynamisch auftreten und Trendsetter sein.
Mit Herz: Jederzeit zum Verein stehen und das Emblem mit Stolz und Zuversicht tragen. Positiv denken und das immer im Sinne der Einheit Zug United. Mit Herz, Stolz, Ehre aber auch mit Toleranz auftreten und agieren. Mit Lust und Leidenschaft der bestmöglichen Lösung verpflichtet sein. In seiner Funktion und Passion eine Spitzenposition einnehmen. Zupacken und mithelfen. Freund und Vorbild für andere sein. Sich selbst und anderen mit Humor und Respekt begegnen.

## Nachwuchs
Zug United ist der einzige Verein, der jeweils eine Frauen- und eine Herrenmannschaft in der Nationalliga A stellt. Dies wird unter anderem der umfangreichen Nachwuchsarbeit im Kanton Zug zu erreicht. Mit den Vereinen UHC Einhorn Hünenberg, UHC Astros Rotkreuz, UHC Zugerland, UHC White Indians Baar-Inwil und UHC Zuger Highlands pflegt Zug United (Dachverband Zuger Unihockey) eine langjährige Partnerschaft. In diesen Vereinen werden junge, unihockeybegeisterte Kinder und Jugendliche in allen Ortsteilen des Kantons Zug gefördert. Die erfolgreiche Arbeit widerspiegelt sich in den Resultaten des Nachwuchs. Somit spielen alle acht Mannschaften der Damen und Herren von Zug United in der höchsten Spielklasse.